# Rasputin and the Empress
Rasputin and the Empress is een Amerikaanse dramafilm uit 1932 onder regie van Richard Boleslawski. De film werd destijds in Nederland uitgebracht onder de titel Raspoetin en de keizerin.

## Verhaal
De sinistere monnik Raspoetin verwerft almaar meer macht aan het Russische hof. Tijdens de Eerste Wereldoorlog beschouwen veel Russen hem als een Duitse intrigant. Prins Chegodieff wil hem stoppen.

## Rolverdeling
| Acteur           | Personage        |
| ---------------- | ---------------- |
| Ethel Barrymore  | De tsarina       |
| Lionel Barrymore | Raspoetin        |
| Ralph Morgan     | De tsaar         |
| Tad Alexander    | De kroonprins    |
| John Barrymore   | Prins Chegodieff |
| Diana Wynyard    | Natasha          |
| C. Henry Gordon  | Grootvorst Igor  |
| Edward Arnold    | Dokter Remezov   |